# Zagar
Zagar (gruzínsky ზაგარი, Zagari), též Atkveri (gruzínsky ზაგარის უღელტეხილი, Zagari ugeltechili) je průsmyk ve východní části Svanetie v pohoří Velký Kavkaz v Gruzii oddělující Hlavní kavkazský hřeben (na severu) od Svanetského hřebene (na jihu).

## Geografie
Průsmyk spojuje údolí řek:
- Inguri (západní svah)
- Cchenisckali (východní svah)

## Průjezdnost
Průsmykem vede terénním vozidlem sjízdné spojení Horní a Dolní Svanetie. Jedná se o extrémně náročnou, 5,5 hodiny dlouhou, jen v letních měsících otevřenou, a za sucha sjízdnou horskou cestu vyžadující dobré terénní vozidlo a značnou zásobu pohonných hmot.
Druhé, sice kratší, ale náročnější spojení Horní a Dolní Svanetie vede přes závaly trpící horskou silnici se svahy přes 40 % průsmykem Latpari.

## Galerie

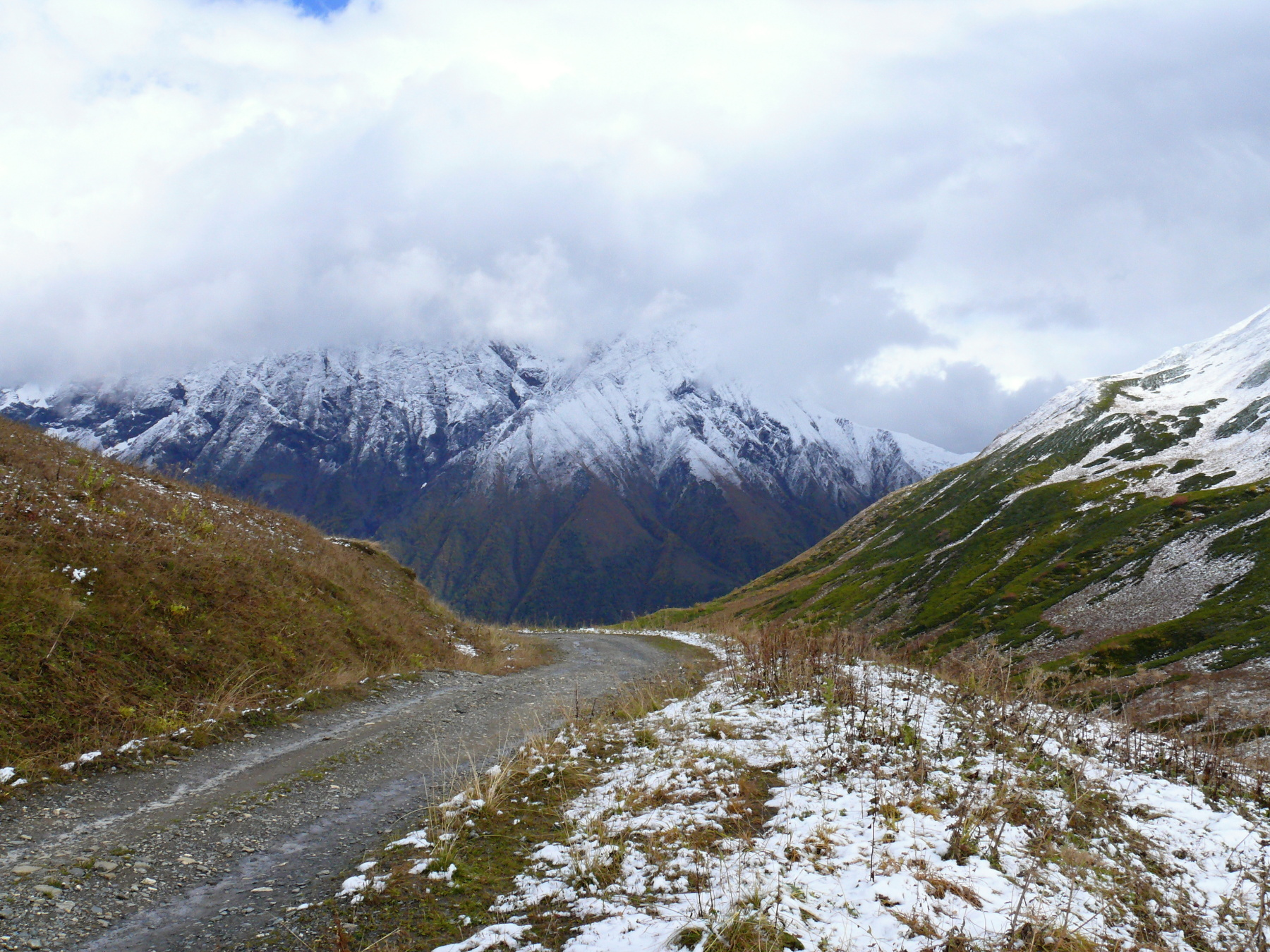
Pohled na východ s horami Ailama a Curungol v oblacích
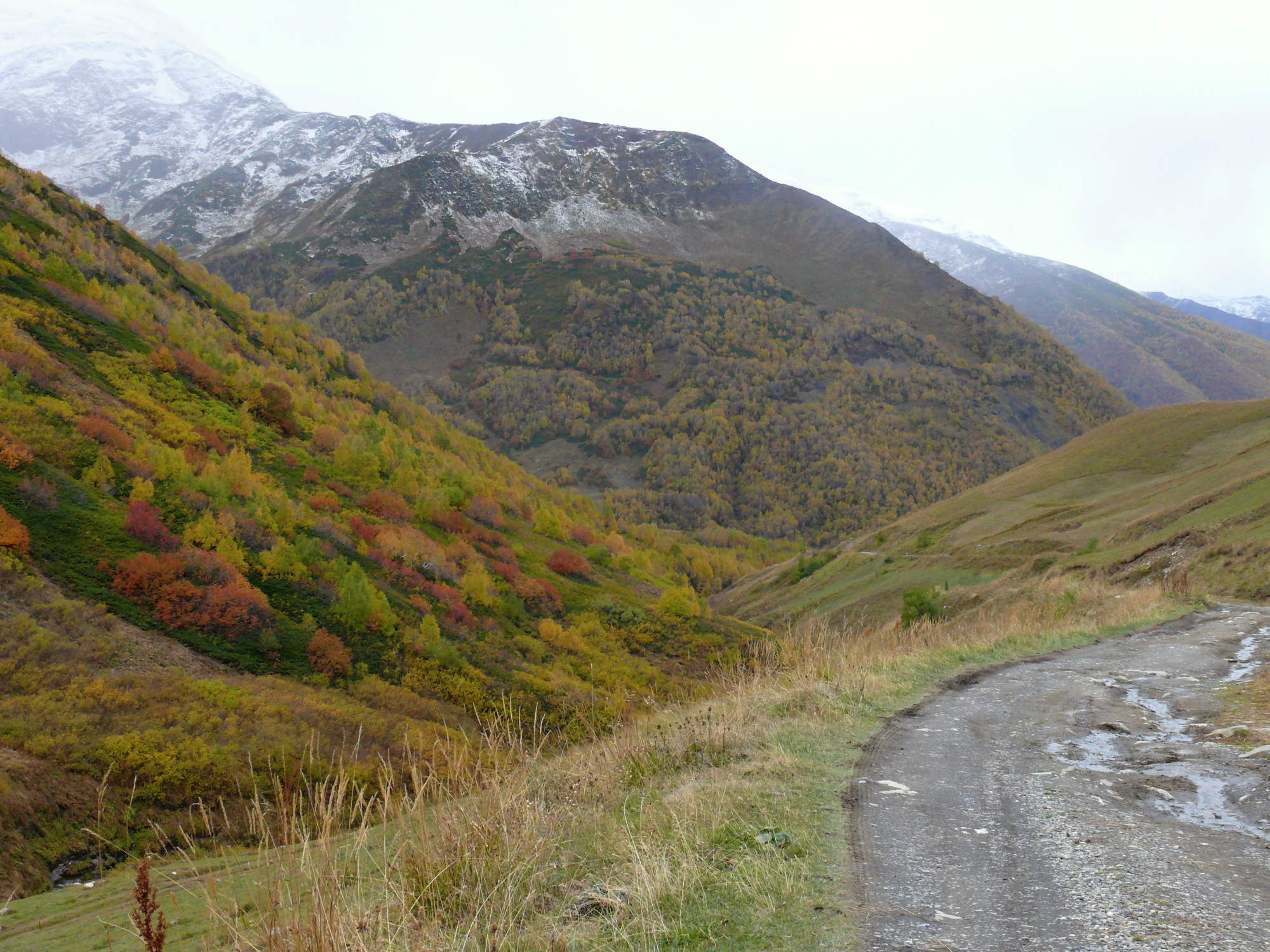
Pohled na západní svah a cestu do Ušguli
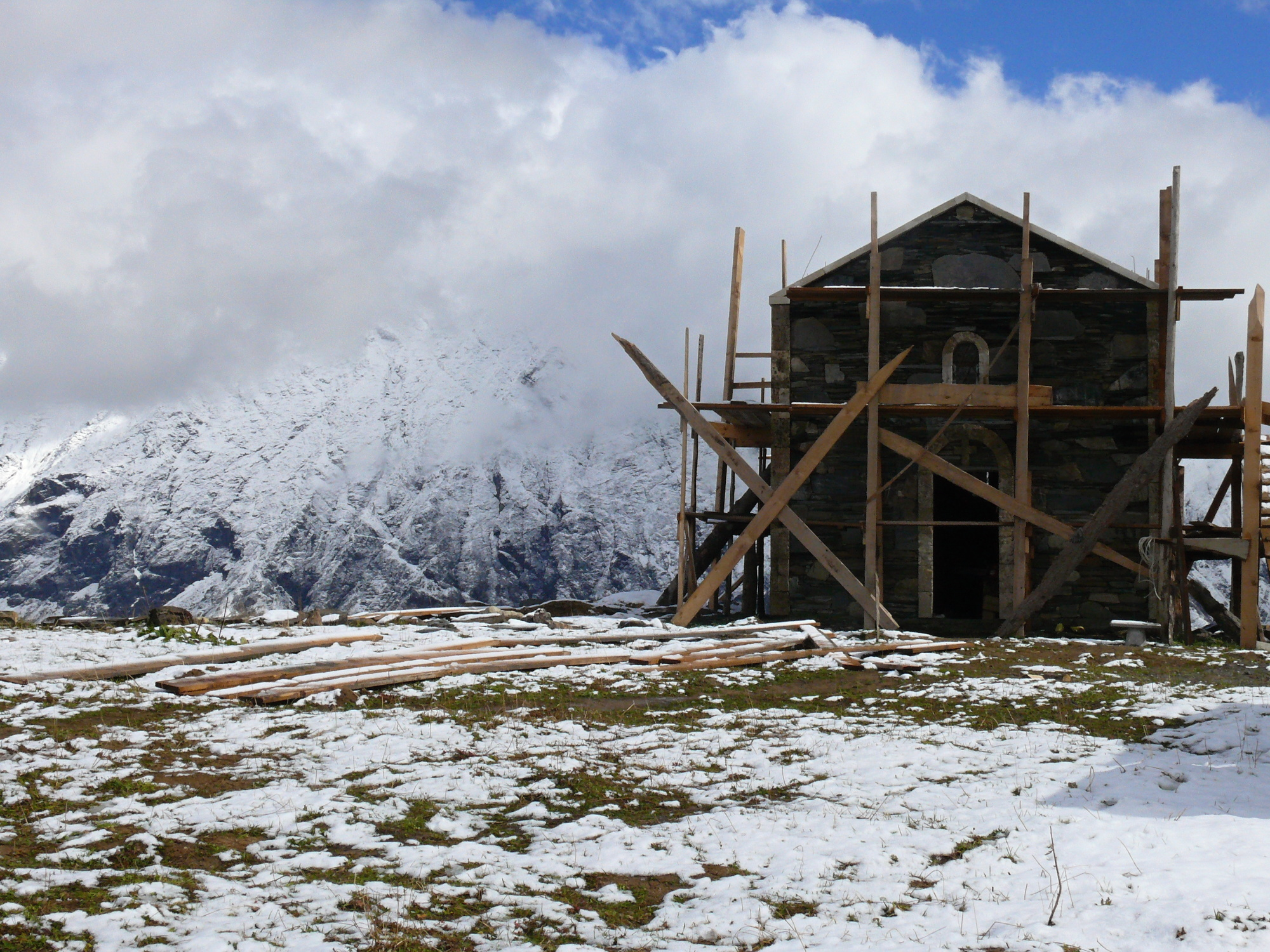
Stavba svatého místa na vyhlídce nedaleko sedla, vlevo oblakem krytá Šchara